# Aleksandr Ovetxkin
Aleksandr Mikhàilovitx Ovetxkin (en rus, Алекса́ндр Миха́йлович Ове́чкин, 17 de setembre de 1985) és un jugador professional d'hoquei sobre gel que juga com a extrem esquerre als Washington Capitals de la National Hockey League.

## Biografia
Ovetxkin va néixer a l'URSS el 1985, i és fill de la jugadora de bàsquet i campiona de dues medalles olímpiques d'or el 1976 i 1980, Tatiana Ovétxkina. Va mostrar interès per l'hoquei sobre gel des de petit i va començar a jugar amb 7 anys.
Més tard es va integrar en la secció d'hoquei del Dinamo Moscou, debutant com a professional amb 16 anys en la temporada 2001-02 de la Lliga Russa. L'any 2004 va guanyar el premi de la lliga al millor extrem esquerre i es va convertir en el jugador més jove de la història del Dinamo a liderar el tanteig de l'equip.
A més dels seus xuts en el Dinamo, va guanyar amb la selecció juvenil russa d'hoquei dues medalles d'or en els mundials de 2002 i 2003.

### Washington Capitals

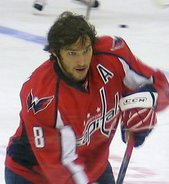
Aleksandr Ovetxkin en acció amb els Washington Capitals

Ovetxkin va ser la primera elecció del draft l'any 2004, fitxant pels Washington Capitals. Un any abans ja va intentar contractar-lo els Florida Panthers, però el jugador no superava la majoria d'edat per dos dies. Encara que el seu debut estava previst per a la mateixa temporada en què va ser contractat, la vaga de la NHL de la temporada 2004-05 va endarrerir el seu debut. El seu primer partit va ser el 5 d'octubre de 2005 anotant dos gols, i va quallar una primera temporada en la qual va arribar a marcar fins i tot un gol de bella factura davant els Arizona Coyotes que va ser aclamat per la premsa esportiva i l'especialitzada. Finalment, després de liderar entre els novells les estadístiques en gols, punts, gols en power play i xuts, Ovetxkin va rebre el premi Calder Memorial Trophy al millor debutant de l'any. A més, va ser convocat per la selecció nacional absoluta de Rússia i va aparèixer en l'equip estrella de la NHL el 2006 i 2007.
El 2008, Ovetxkin va signar un contracte rècord de renovació de la NHL amb el seu equip per valor de 124 milions de dòlars i en el qual guanyaria 9.5 milions per any. En la temporada 2007-08 va aconseguir marcar 60 gols en una temporada i va finalitzar la temporada com a líder en punts (112) i gols (65), la qual cosa li va valer els premis Art Ross Trophy i el Maurice "Rocket" Richard Trophy. A més va aconseguir classificar al seu equip en playoff, on van caure en quarts de final davant els Pittsburgh Penguins. Ovetxkin va rebre el Hart Memorial Trophy com a millor jugador de l'any de la NHL a més d'aparèixer en l'equip estrella del campionat per tercer any consecutiu, i va ser condecorat per l'alcalde de Washington DC, Adrian Fenty, amb la clau de la ciutat. Amb la selecció russa va aconseguir el campionat del món en els Mundials d'hoquei de 2008.

## Trajectòria i estadístiques
| 2001–02    | Dynamo-2 Moscow     | RUS-3      | 19   | 18  | 8   | 26   | 20  | —   | —  | —  | —   | —  |
| 2001–02    | Dynamo Moscow       | RSL        | 21   | 2   | 2   | 4    | 4   | 3   | 0  | 0  | 0   | 0  |
| 2002–03    | Dynamo Moscow       | RSL        | 40   | 8   | 7   | 15   | 29  | 5   | 0  | 0  | 0   | 2  |
| 2003–04    | Dynamo Moscow       | RSL        | 53   | 13  | 11  | 24   | 40  | 3   | 0  | 0  | 0   | 2  |
| 2004–05    | Dynamo Moscow       | RSL        | 37   | 13  | 13  | 26   | 32  | 10  | 2  | 4  | 6   | 31 |
| 2005–06    | Washington Capitals | NHL        | 81   | 52  | 54  | 106  | 52  | —   | —  | —  | —   | —  |
| 2006–07    | Washington Capitals | NHL        | 82   | 46  | 46  | 92   | 52  | —   | —  | —  | —   | —  |
| 2007–08    | Washington Capitals | NHL        | 82   | 65  | 47  | 112  | 40  | 7   | 4  | 5  | 9   | 0  |
| 2008–09    | Washington Capitals | NHL        | 79   | 56  | 54  | 110  | 72  | 14  | 11 | 10 | 21  | 8  |
| 2009–10    | Washington Capitals | NHL        | 72   | 50  | 59  | 109  | 89  | 7   | 5  | 5  | 10  | 0  |
| 2010–11    | Washington Capitals | NHL        | 79   | 32  | 53  | 85   | 41  | 9   | 5  | 5  | 10  | 10 |
| 2011–12    | Washington Capitals | NHL        | 78   | 38  | 27  | 65   | 26  | 14  | 5  | 4  | 9   | 8  |
| 2012–13    | Dynamo Moscow       | KHL        | 31   | 19  | 21  | 40   | 14  | —   | —  | —  | —   | —  |
| 2012–13    | Washington Capitals | NHL        | 48   | 32  | 24  | 56   | 36  | 7   | 1  | 1  | 2   | 4  |
| 2013–14    | Washington Capitals | NHL        | 78   | 51  | 28  | 79   | 49  | —   | —  | —  | —   | —  |
| 2014–15    | Washington Capitals | NHL        | 81   | 53  | 28  | 81   | 58  | 14  | 5  | 4  | 9   | 6  |
| 2015–16    | Washington Capitals | NHL        | 79   | 50  | 21  | 71   | 53  | 12  | 5  | 7  | 12  | 2  |
| 2016–17    | Washington Capitals | NHL        | 82   | 33  | 36  | 69   | 50  | 13  | 5  | 3  | 8   | 8  |
| 2017–18    | Washington Capitals | NHL        | 82   | 49  | 38  | 87   | 32  | 24  | 15 | 12 | 27  | 8  |
| 2018–19    | Washington Capitals | NHL        | 81   | 51  | 38  | 89   | 40  | 7   | 4  | 5  | 9   | 19 |
| RSL totals | RSL totals          | RSL totals | 151  | 36  | 33  | 69   | 106 | 21  | 2  | 4  | 6   | 35 |
| KHL totals | KHL totals          | KHL totals | 31   | 19  | 21  | 40   | 14  | —   | —  | —  | —   | —  |
| NHL totals | NHL totals          | NHL totals | 1084 | 658 | 553 | 1211 | 689 | 128 | 65 | 61 | 126 | 73 |

## Palmarès

### Equips
- Mundial d'Hoquei sobre gel: Or (2008), Bronze (2005, 2007)
- Campionat del món juvenil: Or (2002, 2003), Argent (2005)
- Copa Stanley temporada 2017-2018 (Whashington Capitals)

### Individual
- Hart Memorial Trophy: 2008
- Calder Memorial Trophy: 2006
- Maurice "Rocket" Richard Trophy: 2008, 2009
- Art Ross Trophy: 2008
- Lester B. Pearson Award: 2008
- Millor jugador rus de la NHL: 2006, 2007, 2008, 2009
- Trofeu Conn Smythe: Jugador més valuós de les finals de 2018